# Johannes Montel Edler von Treuenfels
Johannes Montel Edler von Treuenfels (ur. 13 czerwca 1831 w Rovereto, zm. 21 listopada 1910 w Rzymie) – włoski duchowny katolicki narodowości niemieckiej, dyplomata i prawnik, dziekan Roty Rzymskiej.

## Życiorys
Po ukończeniu szkoły średniej w Trydnecie Montel studiował filozofię i teologię w Bressanone i Trydencie, a następnie prawo w Rzymie, gdzie w 1858 uzyskał stopień doktora nauk prawnych. Nieco wcześniej, w 1855 otrzymał święcenia kapłańskie.
W 1877 został audytorem, a w 1888 dziekanem Roty Rzymskiej. Był także konsultorem Kongregacji Obrzędów oraz Świętego Oficjum. W 1875 został papieskim kamerlingiem. Był jednym z bliskich współpracowników Leona XIII.
Johannes Montel został pochowany w Campo Santo Teutonico w Rzymie. Obok niego pochowany został niemiecki prałat Anton de Waal, który był jego przyjacielem.